# 酪農学部
酪農学部とは大学に置かれる学部の一つで、酪農を教育研究することを目的としている。
酪農学部を置く大学は酪農学園大学のみであった。酪農学園大学酪農学部では生命、環境、食品に関する事柄を総合的にグローバルな視点で教育研究されていた。実学教育にも熱心であり、在学生には実際に体験する事によって様々な事柄を学び取らせることを目的として「インテリジェント牛舎」や「バイオガスプラント」等といった特殊な施設が設けられている。ゆえに理論面、実践面の両方で高い教育水準を誇っていた。

## 酪農学部に類する学課程を設置している大学
- 酪農学園大学農食環境学群循環農学類酪農学コース
- 帯広畜産大学畜産学部畜産科学課程家畜生産科学ユニット